# Clerodendrum speciosissimum
Espèce
Classification phylogénétique
Clerodendrum speciosissimum est une espèce de plantes à fleurs de la famille des Verbénacées, selon la classification classique, ou des Lamiacées, selon la classification phylogénétique. C'est un arbuste tropical originaire de Java.

## Description
C'est un arbuste pouvant atteindre environ 4 m de haut. Les tiges sont quadrangulaires. Les grandes feuilles cordées peuvent mesurer jusqu'à 30 cm de long. Il est cultivé comme plante ornementale pour ses grands panicules de fleurs rouge écarlate.